# Défense de la France (film)
Pour plus de détails, voir Fiche technique et Distribution.
Défense de la France est un documentaire français réalisé par Joële van Effenterre et sorti en 2007.

## Synopsis
La création, en 1941, du journal clandestin Défense de la France, grâce au travail de lycéens et étudiants regroupés autour de Philippe Viannay et Robert Salmon. À la Libération, il devient France-Soir.

## Fiche technique
- Titre : Défense de la France
- Réalisation : Joële van Effenterre
- Scénario : Joële van Effenterre
- Photographie : Pierre Befve
- Montage : Lisa Pfeiffer
- Production : Mallia Films
- Pays :  France
- Genre : documentaire
- Durée : 86 minutes
- Date de sortie : France - 2007